# The Twilight Saga: Breaking Dawn – Part 2
The Twilight Saga: Breaking Dawn – Part 2 (bra: A Saga Crepúsculo: Amanhecer – Parte 2; prt: A Saga Twilight: Amanhecer – Parte 2) é um filme de drama, romance e fantasia estadunidense de 2012, sendo a segunda e última parte da adaptação do livro Amanhecer, de Stephenie Meyer, que encerra a The Twilight Saga. Dirigido por Bill Condon, teve seu roteiro escrito por Melissa Rosenberg, assim como os outros filmes da série. Os três protagonistas, Robert Pattinson, Kristen Stewart e Taylor Lautner, retornam para seus papéis.
Lançado um ano após a primeira parte, em 16 de novembro de 2012, o filme teve um orçamento de US$ 120 milhões. Arrecadou quase US$ 830 milhões pelo mundo, sendo o filme de maior bilheteria da franquia. Já na receita doméstica, Breaking Dawn – Part 2 faturou pouco mais de US$ 292 milhões, ficando atrás de The Twilight Saga: Eclipse e The Twilight Saga: New Moon.

## Enredo
O filme se inicia com Bella "despertando" como vampira. Logo ela e Edward saem para a sua primeira caçada antes de conhecer sua filha meio humana e meio vampira,Renesmee, pois é considerada perigosa sendo uma vampira recém-criada com sede. Durante a caçada, Bella sente o cheiro de um humano sangrando na floresta e consegue se controlar para não matá-lo, algo considerado incrível para qualquer vampiro. Bella percebe que não sente a mesma necessidade que sentia quando humana por Jacob, considerando a própria necessidade como uma fraqueza humana, eliminada após sua transformação. Ela o ataca após descobrir o que aconteceu entre ele e sua filha. Porém, Bella acaba aceitando este fato depois e todos passam a viver em completa harmonia.
Jacob impede que os Cullen digam para Charlie que Bella morreu, ao invés disso ele se encontra com Charlie e conta a ele que sua filha estava morrendo e que para salvá-la, ela teve que "mudar", mas Charlie não entende e alega que Bella jamais mudaria, então para que ele possa entender essa mudança, Jacob se transforma em lobo na sua frente. No encontro entre Charlie e Bella, ela não conta toda a verdade, justamente para proteger seu pai, dizendo apenas que está bem e que isso era o mais importante.
Bella é temporariamente a mais forte vampira do clã dos Cullen, por ser recém-criada, chegando a vencer Emmett em uma queda de braço, e quebrando uma grande rocha ao meio usando apenas as mãos. A filha de Bella e Edward, Renesmee, cresce rapidamente, completando uma idade muito avançada em poucos meses de vida. Irina, que faz parte do clã Denali, vê Renesmee junto a Jacob transformado em lobo, e acredita que ela seja uma Criança Imortal - No mundo dos vampiros existem leis, e uma dessas leis condena a transformação de uma criança em um ser imortal. É uma crime muito grave, uma vez que uma criança vampira não terá controle sobre seus atos e chamará a atenção para a sua existência. Devido a mágoa que sente pelos lobos de La Push por terem matado Laurent e pelo ultraje dos Cullen em supostamente terem desrespeitado a lei, Irina vai a Itália informar aos Volturi o "crime" cometido pelos Cullen .
Alice tem uma visão onde os Volturi decidiram vir atrás do clã dos Cullen para destruí-los e principalmente para matar Renesmee. Os Cullen decidem reunir diversos vampiros amigos de Carlisle ao redor do mundo para provar ao clã italiano que Renesmee é filha biológica de um vampiro com um ser humano e que não representa perigo algum para o segredo da existência dos imortais. Misteriosamente, Alice e Jasper fogem de Forks, deixando uma carta cifrada para Bella, paralelamente Jacob reúne todos os lobos de sua tribo para que eles também ajudem a provar aos Volturi que Renesmee não é uma criança transformada. Bella descobre que seu dom é criar um escudo que a protege de todos os ataques mentais de qualquer vampiro, podendo expandi-lo conforme sua vontade e proteger quem ela quiser (seu dom já era latente quando humana, motivo esse que impedia Edward de ler sua mente ou Jane de torturá-la). Ao entender a mensagem de Alice, Bella descobre que Jacob será o responsável pela proteção de Renesmee durante o grande embate com os Volturi .
Os Volturi finalmente aparecem e encontram os Cullen, os lobos e seus aliados em um campo de neve. Aro logo quando chega procura Alice, mas ela não está lá. Aro lê os pensamentos de Edward e descobre que o vampiro diz a verdade quando afirma ser o pai biológico de Renesmee, sendo ela filha de Bella quando ainda era humana. Logo os Volturi perguntam a Irina o que ela viu exatamente, ela diz que foi um engano e que assume toda a culpa por seus atos, os Volturi então a matam pelo falso testemunho provocando revolta em suas irmãs que estão juntas aos Cullen. Mesmo depois de tudo isso, Aro afirma que não poderá viver na dúvida sobre como Renesmee poderia ameaçar o segredo da existência dos vampiros no futuro.
Os Volturi com dons mentais tentam oprimir os clãs e os lobos, no entanto, Bella consegue projetar o seu escudo e protege todos ao seu lado, acabando com a principal vantagem dos Volturi. A batalha entre os Cullen e os Volturi parece iminente, porém Alice e Jasper surgem nesse momento, chamando a atenção de Aro, que deseja a presença de Alice na guarda Volturi. Ela lhe garante que Renesmee não provocará nenhum problema, e alega que Aro apenas está buscando pretextos para iniciar um grande confronto, mesmo que os Cullen não tenham cometido nenhum crime. Mas Aro continua irredutível, logo Alice fala que tem um forte motivo para que não haja uma guerra, ela pede para Aro tocar em sua mão, para que ele mesmo veja esse motivo. No entanto, as intenções de Aro não mudam, ele diz que não acredita nos Cullen e continua querendo uma guerra entre os clãs. Alice o golpeia, dando início a uma grande batalha. Ela e Jasper são capturados pelos Volturi, os mesmos tentam levá-los embora para Volterra - cidade onde os Volturi moram, mas Carlisle não deixa. Carlisle avança contra Aro para salvá-los. Aro arranca a cabeça de Carlisle e os demais Volturi colocam fogo em seu corpo junto a cabeça. Todos os demais clãs ficam revoltados, pois todos eram amigos de Carlisle. Eles avançam contra os Volturi de forma rápida e violenta. E a batalha se inicia.
Jasper é atacado por Jane, mas Bella o protege com seu escudo; vendo a sua irmã impossibilitada, Alec ataca Bella e tenta matá-la, mas não consegue. Jane usa seus dons novamente em Jasper que acaba sendo morto por Demetri. Paralelamente Jacob foge e garante a proteção de Renesmee. Benjamin, um aliado dos Cullen que tem a habilidade de controlar os quatro elementos da natureza, quebra o campo de neve ao meio para poder ajudar os Cullen a matarem os Volturi mais rapidamente, logo um grande precipício se abre no meio do gelo. Esme durante a batalha quase cai neste precipício, mas Leah a salva, morrendo em seu lugar.
Tanya e Kate arrancam a cabeça de Caius, enquanto Stefan e Vladimir destroçam o apático Marcus. Alec é morto por Emmett que força sua cabeça contra o chão e arranca o corpo fora. Edward é jogado do precipício por Demetri, mas se recupera e arranca sua cabeça por trás da forma mais dolorosa que existe. Furiosa Alice parte pra cima de Jane que ataca a vidente, porém ela está protegida com o escudo de Bella. Enquanto desfiava dos inimigos, Alice arranca os braços de Felix, Jane amendrontada e sem opções, foge de Alice, mas por fim acaba sendo morta por Sam - O líder dos lobos, que protegido pelo escudo de Bella arranca sua cabeça sem qualquer piedade. Ao perceber que os gêmeos estão mortos - Alec e Jane - e, sendo eles os melhores e mais poderosos ataques dos Volturi, Aro entra na batalha, e começa a lutar com Bella. Por fim, Edward entra no confronto e os dois arrancam sua cabeça. Bella pega a tocha com fogo e mostra Aro vendo sua cabeça ser queimada.
A batalha se encerra de vez e se percebe neste momento que a guerra não passou de uma visão de Alice sobre o futuro. Ao tocar em sua mão e ler os pensamentos dela, Aro vê que os Volturi perderão a guerra contra os Cullen e seus aliados, se a iniciarem. Por fim, o clã italiano acaba aceitando a existência de Renesmee, principalmente quando Alice lhe mostra um jovem híbrido, que é filho de uma humana com um vampiro, mas cresceu somente até os sete anos, quando completou a aparência adulta e se tornou imortal, não envelhecendo depois de 150 anos. Os Volturi, frustrados e com raiva, acreditam e vão embora, prometendo indiretamente, que voltarão para se vingar. Assim todos comemoram, cada aliado e amigo dos Cullen vão embora.
Alice tem uma visão de Jacob e Renesmee já adulta, juntos com Edward e Bella na praia de La Push, mostrando que tudo ficará bem. A cena final mostra Bella conseguindo afastar seu escudo, para que Edward leia seus pensamentos pela primeira vez, e organizando em sua mente os pensamentos de amor por Edward, desde o primeiro instante que o viu. Depois de Edward conseguir lê os pensamentos de Bella, os dois se beijam, juram que seu amor durará para sempre.

## Elenco

### Os Cullen
- Kristen Stewart como Isabella Cullen,[7] vampira recém-criada que possui o dom de criar um escudo de proteção a ataques mentais.
- Robert Pattinson como Edward Cullen,[7] vampiro de pouco mais de 100 anos, capaz de ler pensamentos.
- Mackenzie Foy como Renesmee Cullen,[8] filha de uma humana com um vampiro, que cresce rapidamente e tem o dom de mostrar seus pensamentos para as pessoas.
- Peter Facinelli como Carlisle Cullen,[9] um vampiro médico, líder e figura paterna da família Cullen.
- Elizabeth Reaser como Esme Cullen,[10] esposa de Carlisle e figura materna dos Cullen.
- Ashley Greene como Alice Cullen,[11] uma vampira que têm visões subjetivas do futuro.
- Jackson Rathbone como Jasper Hale,[12] vampiro com a habilidade de influenciar as emoções das pessoas.
- Kellan Lutz como Emmett Cullen,[11] membro mais forte da família Cullen, que se irrita por Bella ser temporariamente mais forte que ele após tornar-se recém-criada.
- Nikki Reed como Rosalie Hale,[12] vampira descrita no romance como "a pessoa mais bonita do mundo". No começo, ela não gosta de Bella por ela fazer escolhas que não seriam as dela, mas depois ela e Bella se tornam amigas, depois que ela duas lutam para proteger Renesmee. Se apega a Renesmee por ter um forte sentimento maternal, apesar de não poder ser mãe.

### Tribo Quileute
- Taylor Lautner como Jacob Black,[7] transfigurador, junta-se aos Cullen para proteger Renesmee.
- Julia Jones como Leah Clearwater,[13] a primeira e única mulher conhecida pelos transfiguradores.
- Booboo Stewart como Seth Clearwater,[14] um jovem transfigurador e irmão mais novo de Leah, que torna-se amigo dos Cullen.
- Chaske Spencer como Sam Uley,[15] líder do bando de lobos de La Push.
- Alex Meraz como Paul,[16] transfigurador com temperamento instável.
- Bronson Pelletier como Jared,[17] um transfigurador, amigo de Jacob.
- Kiowa Gordon como Embry Call, um dos transfiguradores, amigo de Jacob.

### Os Volturi
- Michael Sheen como Aro,[18] o líder dos Volturi, um antigo clã italiano de vampiros. Tem a habilidade de ouvir os pensamentos que uma pessoa teve em qualquer momento, se tiver contato físico com sua pele.
- Christopher Heyerdahl como Marcus,[19] um dos líderes dos Volturi, que possui a habilidade de perceber a intensidade dos relacionamentos entre as pessoas.
- Jamie Campbell Bower como Caius,[20] um dos líderes dos Volturi.
- Dakota Fanning como Jane,[21] membro da guarda dos Volturi que tem a habilidade de torturar as pessoas com ilusões de dor.
- Cameron Bright como Alec,[22] irmão gêmeo de Jane, pode controlar os sentidos das pessoas.
- Daniel Cudmore como Felix, um violento membro da guarda dos Volturi.
- Charlie Bewley como Demetri, um membro da guarda dos Volturi, capaz de encontrar as pessoas através dos seus pensamentos, sendo chamado de "rastreador".

### Clã Denali
- MyAnna Buring como Tanya,[23] membro de clã Denali,é apaixonada por Edward Cullen por quem seu amor não é correspondido,mesmo assim ela ajuda os cullens pois sabe que ele gosta da Bella e vira amiga da mesma.
- Casey LaBow como Kate,[23] membro de clã Denali, tem a habilidade de produzir uma corrente elétrica através de sua pele, podendo incapacitar temporariamente outros vampiros.
- Maggie Grace como Irina,[24] membro do clã Denali, denuncia os Cullen aos Volturi por achar que criaram uma "criança imortal", o que é proibido.
- Mia Maestro como Carmen,[23] membro do clã Denali.
- Christian Camargo como Eleazar,[23] membro do clã Denali, tem a habilidade de identificar quais são os dons dos outros vampiros ou até os dons que os humanos teriam se fossem transformados, e já fez parte da guarda dos Volturi.
- Lee Pace como Garrett,[25] Garrett era um aventureiro, até tornar-se parceiro de Kate e membro do clã Denali.
- Andrea Powell como Sasha,[26] mãe de Tanya e suas irmãs, que criou uma criança imortal e por isso foi destruída pelos Volturi.

### Outros vampiros
- JD Pardo como Nahuel,[27] um híbrido de humano e vampiro, trazido para testemunhar a favor dos Cullen quando os Volturi tentam destruir Renesmee.
- Rami Malek como Benjamin,[28] membro do clã egípcio, tem a habilidade de controlar os elementos naturais - terra, ar, água e fogo - o que é é considerado raro, já que é uma manipulação física, e não mental, como a maioria dos vampiros.
- Omar Metwally como Amun,[25] membro do clã egípcio, se irrita com os Cullen por "chamarem a atenção" dos Volturi e fazerem com que soubessem da existência do dom de Benjamin, que ele transformou e vinha tentando esconder.
- Angela Sarafyan como Tia,[25] membro do clã egípcio e parceira de Benjamin.
- Andrea Gabriel como Kebi,[25]  membro do clã egípcio e parceira de Amun.
- Marlane Barnes como Maggie,[25] membro do clã irlandês, tem a habilidade de saber quando alguém está mentindo.
- Lisa Howard como Siobhan,[25] membro do clã irlandês. Carlisle acredita que Siobhan tem a habilidade de alterar o curso de uma situação, dependendo do que deseja, apesar de ela própria não acreditar nisso.
- Patrick Brennan como Liam,[25] membro do clã irlandês, parceiro de Siobhan.
- Noel Fisher como Vladimir,[25] que costumava ocupar o lugar dos Volturi, até esses os derrotarem; ele e Stefan guardam muito rancor dos Volturi e procuram por vingança.
- Guri Weinberg como Stefan,[25] membro do clã romeno.
- Judith Shekoni como Zafrina,[25] membro do clã das amazonas, tem a habilidade de criar ilusões nas mentes das pessoas.
- Tracey Heggins como Senna,[25] membro do clã das amazonas.
- Erik Odom como Peter,[25] nômade americano e amigo de Jasper Hale.
- Valorie Curry como Charlotte,[25] nômade americana e parceira de Peter.
- Toni Trucks como Mary,[25] nômade americana.
- Bill Tangradi como Randall,[25] nômade americano.
- Joe Anderson como Alistair,[25] nômade europeu, cuja habilidade é rastrear, e antigo amigo de Carlisle Cullen.

### Humanos
- Billy Burke como Charlie Swan,[9] pai de Bella e chefe da polícia de Forks.

## Dubladores no Brasil
- Estúdio de dublagem: Delart[29]
- Direção de Dublagem: Mario Jorge[29]
- Cliente: Paris Filmes[29]
- Tradução: Luis Felipe Nogueira[29]
- Técnico(s) de Gravação: Henrique Caldas[29]

Elenco
- Flávia Saddy[29]
- Reinaldo Buzzoni[29]
- Philippe Maia[29]
- Mário Jorge[29]
- Guilherme Briggs[29]
- Júlio Chaves[29]
- Mônica Rossi[29]
- Flávia Fontenelle[29]
- Marcos Souza[29]
- Priscila Amorim[29]
- Marcelo Garcia[29]
- Rebeca Joia[29]
- Marco Antônio[29]
- Bia Grangeiro[29]
- Felipe Drummond[29]

## Produção

### Desenvolvimento
Em março de 2010, a Variety informou que a Summit Entertainment estava pensando em dividir o livro de aproximadamente 600 páginas em dois filmes, da mesma forma que a Warner Bros fizera com Harry Potter and the Deathly Hallows. Em junho desse ano, Melissa Rosenberg declarou em uma entrevista que a decisão sobre onde dividir o filme ainda não fora tomada, mas que "achava que tudo se  resumia a Bella como humana e Bella como vampira", insinuando um ponto de separação em potencial.
Cogitou-se a ideia de Amanhecer ser feito em 3D, porém, em 21 de setembro de 2010, um representante da Summit Entertainment confirmou que os dois filmes finais não seriam produzidos com o uso de câmeras ou tecnologia desse tipo. Meses antes, Wyck Godfrey dissera que estava considerando lançar pelo menos a segunda parte em 3D, para diferenciar entre o tempo antes e após Bella se tornar uma vampira.

### Escolha do elenco
Os atores principais do filme assinaram contrato para gravar as duas partes, porém, boa parte dos secundários aparece apenas em uma delas. O primeiro novo ator definido da segunda parte foi Rami Malek, escolhido em agosto de 2010. Em outubro do mesmo ano, uma lista com grande parte do elenco foi divulgada, entre eles Lee Pace. O ator, que estava em negociações com o estúdio há alguns meses, disse "estar tendo um grande momento e que se divertiria muito".

### Filmagens
Os filmes foram filmados em sequência, porém não de forma a seguir a cronologia do livro. Finalizada a primeira etapa de filmagens, a produção deslocou-se então para a Luisiana. O início das filmagens no estado ocorreu em 16 novembro de 2010 no Raleigh Studios Baton Rouge, no Celtic Media Centre, e terminou na segunda quinzena de fevereiro de 2011. As gravações envolveram cenas com os Volturi e com Bella já transformada em vampira. Sobre a atuação de Stewart, Robert Pattinson declarou: "É como se ela quisesse fazer isso o tempo todo. É muito divertido, é como se fosse um ambiente totalmente diferente no set quando ela é vampira e quando não é".
A sequência final da Parte II levou cerca de quatro a cinco semanas para ser filmada, e representa cerca de vinte e sete minutos do filme. A cena foi gravada com uma tela verde e neve falsa, com 75 atores no set. Amanhecer foi um dos filmes mais lucrativos para Baton Rouge, uma vez que a produção dos dois filmes rendeu cerca de US$100 milhões aos trabalhadores e empresários da cidade.

"[Este é] o ponto culminante da saga, e realmente encerra a história de uma forma linda. […] Você vai ver, no fim, que [Amanhecer] realmente mostra o quanto esses personagens amam uns aos outros e como eles funcionam como uma família".

Jackson Rathbone, intérprete de Jasper Hale, ao término das gravações de Amanhecer
A produção seguiu então para Vancouver, onde foram finalizadas ambas as partes, em abril de 2011. Em 11 de março, o estúdio lançou uma nota declarando que as gravações haviam sido momentaneamente suspensas, dizendo: "devido ao aconselhamento do tsunami, as filmagens de The Twilight Saga: Breaking Dawn foram adiadas". O citado tsunami refere-se ao sismo seguido de tsunami que atingiu o Japão naquela madrugada, gerando alertas para vários países, ilhas e regiões, como Washington, Alasca e Colúmbia Britânica - onde ocorriam as filmagens. Pouco depois, a Summit Entertainment anunciou que "todo o elenco e equipe foram evacuados para o acampamento-base da produção do filme. Todos estão sãos e salvos". Posteriormente, as gravações foram reiniciadas em Squamish, na Colúmbia Britânica, mas algumas cenas foram filmadas no Teatro Orpheum, em Vancouver, com a polícia local cobrindo todas as entradas do teatro.

### Música
Em 6 de janeiro de 2011, foi anunciado que Carter Burwell, compositor da trilha sonora score do primeiro filme da série, iria retornar à franquia para trabalhar em ambas as partes de Amanhecer. A trilha sonora da segunda parte foi lançada em 13 de novembro de 2012, com faixas de cantores como: Green Day, Ellie Goulding, Feist, Christina Perri (que emocionou a todos na última cena de Breaking Dawn - Part 2, com a música: a thousand years), entre outros.

### Prêmios
Amanhecer - Parte 2 foi o grande vitorioso da 15ª edição do Teen Choice Awards. O filme acabou recebendo um total de oito prêmios, incluindo Melhor Filme de Ficção Científica/Fantasia e Melhor Filme de Romance. O último filme da franquia Crepúsculo venceu nas categorias: Melhor Ator em Filme de Ficção Científica/Fantasia (vencida por Taylor Lautner), Melhor Atriz em Filme de Ficção Científica/Fantasia (vencida por Kristen Stewart), Melhor Ator em Filme de Romance (vencida por Robert Pattinson), Melhor Atriz em Filme de Romance (vencida por Kristen Stewart), Melhor Filme de Romance, Melhor Filme de Ficção Científica/Fantasia e uma categoria especial da edição, Ator/Atriz Que Roubou a Cena nos Cinemas (vencida por Kellan Lutz).
Mackenzie Foy, que interpretou Renesmee, foi indicada na categoria de Melhor Performance em Longa-metragem - Atriz Coadjuvante Jovem do Young Artist Awards. E o prêmio de pior filme do ano pela Framboesa de Ouro.

### Bilheteria no Brasil
Amanhecer - Parte 2 teve uma grande bilheteria mundialmente. Apenas no primeiro dia de exibição no Brasil, o filme foi visto por mais de 1 milhão de espectadores. No final de semana de estreia (16 a 18 de novembro de 2012), o filme arrecadou R$ 25.900.000, conseguindo assim, ser a maior abertura do cinema no Brasil. Além do mais, Amanhecer - Parte 2 foi visto por mais de 10.280.00 de pessoas no cinema nacional.

### Lançamento em DVD
Chegou em DVD e BluRay nos EUA em (02) março de 2013, conseguindo o emplacar o primeiro lugar e no Brasil só chegará em 12 de junho, dia dos namorados.